# 窪田空穂賞
早稲田大学国文学会窪田空穂賞（わせだだいがくこくぶんがっかいくぼたうつほしょう）は、早稲田大学国文学会が設けている、日本文学研究に対して与えられる学会賞。学内学会でありながら、多くの著名な日本文学者を輩出していることで知られる。窪田空穂賞、早稲田大学国文学会賞、空穂賞とも。

## 沿革
1968年（昭和43年）、早稲田大学教授・窪田空穂の遺族（窪田章一郎）から早稲田大学国文学会へ100万円（当時）の寄付が寄せられ、この寄付を空穂先生記念事業基金として活用することが決まった。その記念事業の一部として、早稲田大学国文学会窪田空穂賞が設置された。受賞基準は、「学部卒業後約10年位までの研究者で、学会に印刷によって発表された論文・著書のうち、もっとも優れたもの1編（原則）」である。ただし、複数の研究成果を「～の研究」として受賞対象とすることが多い。

## 受賞者
| 受賞回 | 受賞者             | 受賞対象                                         |
| ------ | ------------------ | ------------------------------------------------ |
| 第1回  | 堀切実             | 各務支考の研究                                   |
|        | 杉野要吉           | 堀辰雄・中野重治の研究                           |
| 第2回  | 松野陽一           | 千載和歌集に関する研究                           |
| 第3回  | 中野三敏           | 近世中期文学の研究                               |
| 第4回  | 雲英末雄           | 貞門談林俳諧の研究                               |
|        | 町田栄             | 志賀直哉の研究                                   |
| 第5回  | 該当者なし         |                                                  |
| 第6回  | 復本一郎           | 「芭蕉における「さび」の構造」                   |
| 第7回  | 該当者なし         |                                                  |
| 第8回  | 該当者なし         |                                                  |
| 第9回  | 日下力             | 金比羅本『平治物語』の研究                       |
| 第10回 | 該当者なし         |                                                  |
| 第11回 | 菅谷廣美           | 『修辞及華文』の研究                             |
|        | 徳田武             | 読本の研究                                       |
|        | 竹本幹夫           | 能の演出史の研究                                 |
| 第12回 | 関口安義           | 豊島与志雄研究                                   |
| 第13回 | 小峯和明           | 今昔物語集天竺部の研究                           |
|        | 三田村雅子         | 枕草子の研究                                     |
| 第14回 | 加藤定彦           | 初期俳諧における季語・季寄の研究                 |
| 第15回 | 渡辺秀夫           | 平安朝初期散文と漢詩文の研究                     |
| 第16回 | 三宅晶子           | 能の作者別脚本構造の研究                         |
|        | 中嶋隆             | 西村本の書誌的研究                               |
| 第17回 | 石川一             | 『拾玉集』伝本研究                               |
| 第18回 | 高橋世織           | 大正期文学の研究―朔太郎・春夫・浩二など          |
|        | 吉田茂             | 『四条宮下野集 注釈と研究』                      |
| 第19回 | 棚橋正博           | 黄表紙の研究                                     |
|        | 吉原浩人           | 八幡縁起の研究                                   |
| 第20回 | 該当者なし         |                                                  |
| 第21回 | 坂本清恵           | 近松浄瑠璃における胡麻章の研究                   |
| 第22回 | 吉井（小森）美弥子 | 源氏物語の研究                                   |
|        | 前田雅之           | 今昔物語集の構造に関する研究                     |
| 第23回 | 野中哲照           | 保元物語の研究                                   |
|        | 佐藤勝明           | 天和期蕉門の研究                                 |
| 第24回 | 小野恭晴           | 中世歌謡の研究                                   |
|        | 池澤一郎           | 大田南畝を中心とする近世漢詩文の研究             |
| 第25回 | 今井明             | 藤原定家を中心とする中世和歌・歌学の研究         |
|        | 倉員正江           | 浮世草子を中心とする近世小説の研究               |
| 第26回 | 上野順子           | 新古今時代和歌の研究                             |
|        | 十重田裕一         | 横光利一における映画的方法の研究                 |
| 第27回 | 浅田徹             | 平安後期和歌に関する研究                         |
|        | 今野真二           | 中世国語資料を対象とした表記史的研究             |
| 第28回 | 該当者なし         |                                                  |
| 第29回 | 河野貴美子         | 日本霊異記と中国の伝承についての研究             |
|        | 菊池真             | 平安時代散文作品における歴史意識の研究           |
|        | 井上和人           | 西沢一風の研究                                   |
| 第30回 | 井上優             | 森鷗外研究―小説生成の磁場と表現方法をめぐる考察― |
|        | 鈴木彰             | 八坂本を中心とする平家物語の研究                 |
| 第31回 | 該当者なし         |                                                  |
| 第32回 | 該当者なし         |                                                  |
| 第33回 | 藤巻和宏           | 長谷寺・室生寺縁起をめぐる研究                   |
|        | 井田太郞           | 酒井抱一の研究                                   |
| 第34回 | 寺島徹             | 暁台の研究                                       |
| 第35回 | 平田英夫           | 神仏をめぐる中世和歌の研究                       |
|        | 土屋有里子         | 『沙石集』の翻刻と研究                           |
| 第36回 | 土佐秀里           | 上代和歌の研究                                   |
|        | 永田英理           | 俳諧の研究                                       |
| 第37回 | 金子俊之           | 『奥の細道』研究                                 |
|        | 名木橋忠大         | 立原道造研究                                     |
| 第38回 | 該当者なし         |                                                  |
| 第39回 | 小村宏史           | 古代神話の研究                                   |
|        | 藤巻（田中）尚子   | 三国志享受の研究                                 |
| 第40回 | 山本亮介           | 横光利一の研究                                   |
|        | 平浩一             | 昭和初年代の文学状況の研究                       |
| 第41回 | 伊藤剣             | 風土記の編纂と叙述の研究                         |
| 第42回 | 錺武彦             | 鎌倉中期和歌に関する研究                         |
|        | 小財陽平           | 菅茶山を中心とする近世漢詩文の研究               |
| 第43回 | 黒川桃子           | 広瀬淡窓を中心とする近世後期漢詩人の研究         |
| 第44回 | 該当者なし         |                                                  |
| 第45回 | 滝口明祥           | 井伏鱒二研究                                     |
| 第46回 | 該当者なし         |                                                  |
| 第47回 | 有馬義貴           | 源氏物語と物語文学教材の研究                     |
|        | 位田将司           | 横光利一の文学理論及び創作の研究                 |
| 第48回 | 山中悠希           | 堺本を中心とした『枕草子』の研究                 |
| 第49回 | 長田和也           | 戯作の研究                                       |
| 第50回 | 小林賢太           | 平安後期私家集の研究                             |
|        | 滝澤みか           | 流布本『保元物語』『平治物語』の研究             |
| 第51回 | 柳川響             | 藤原頼長の研究                                   |
| 第52回 | 木村迪子           | 浅井了意の仏書と仮名草子の研究                   |
|        | 穴井潤             | 平安末期私家集の研究                             |
| 第53回 | 荒井洋樹           | 10世紀和歌成立史の研究                           |
|        | 田部知季           | 明治40年代俳句史の研究                           |
|        | 山岡華菜子         | 環大阪湾地域のおけるアクセント変化の研究         |
| 第54回 | ・・・             | ・・・                                           |